# Vuelta a España 1978
33. ročník cyklistického závodu Vuelta a España se konal mezi 25. dubnem a 14. květnem 1978. Závod dlouhý 2995 km vyhrál Francouz Bernard Hinault (Renault–Gitane–Campagnolo), pro nějž to bylo první vítězství na akcích Grand Tour. Vítězem bodovací soutěže se stal Belgičan Ferdi Van den Haute a vítězem vrchařské soutěže se stal Španěl Andrés Oliva.

## Týmy
Vuelty a España 1978 se celkem zúčastnilo 10 týmů. Každý tým nastoupil na start s 10 jezdci, kromě týmu Old Lord's–Splendor, jenž nastoupil s 9 jezdci. Z 99 jezdců, kteří odstartovali, se jich do cíle dostalo 64.
Týmy, které se zúčastnily závodu, byly:
- Bode Deuren–Shimano
- Itálie (národní tým)
- Kas
- Marc–Zeepcentrale–Superia
- Novostil–Helios
- Old Lord's–Splendor
- Renault–Gitane–Campagnolo
- Safir–Beyers–Ludo
- Teka
- Transmallorca–Gios

## Trasa a etapy
| Etapa | Datum         | Trasa                                                                              | Vzdálenost          | Typ                 | Typ                  | Vítěz                            |
| ----- | ------------- | ---------------------------------------------------------------------------------- | ------------------- | ------------------- | -------------------- | -------------------------------- |
| P     | 25. dubna     | Gijón – Gijón                                                                      | 8,6 km (5 mi)       |                     | Individuální časovka | Bernard Hinault (FRA)            |
| 1     | 26. dubna     | Gijón – Gijón                                                                      | 144 km (89 mi)      |                     |                      | Jos Schipper (NED)               |
| 2     | 27. dubna     | Gijón – Cangas de Onís                                                             | 94 km (58 mi)       |                     |                      | Enrique Cima (ESP)               |
| 3     | 28. dubna     | Cangas de Onís – León                                                              | 187 km (116 mi)     |                     |                      | Ferdi Van Den Haute (BEL)        |
| 4     | 29. dubna     | León – Valladolid                                                                  | 171 km (106 mi)     |                     |                      | Patrick Lefevere (BEL)           |
| 5     | 30. dubna     | Valladolid – Ávila                                                                 | 136 km (85 mi)      |                     |                      | Willy Teirlinck (BEL)            |
| 6     | 1. května     | Torrelaguna – Torrejón de Ardoz                                                    | 46 km (29 mi)       |                     |                      | Fons van Katwijk (NED)           |
| 7     | 2. května     | Torrejón de Ardoz – Cuenca                                                         | 160 km (99 mi)      |                     |                      | Domingo Perurena (ESP)           |
| 8     | 3. května     | Cuenca – Benicàssim                                                                | 249 km (155 mi)     |                     |                      | Fons van Katwijk (NED)           |
| 9     | 4. května     | Benicàssim – Tortosa                                                               | 156 km (97 mi)      |                     |                      | Ferdi Van Den Haute (BEL)        |
| 10    | 5. května     | Tortosa – Calafell                                                                 | 201 km (125 mi)     |                     |                      | Willy Teirlinck (BEL)            |
| 11a   | 6. května     | Calafell – Barcelona                                                               | 67 km (42 mi)       |                     |                      | Francisco Elorriaga (ESP)        |
| 11b   | 6. května     | Barcelona – Barcelona                                                              | 3,8 km (2 mi)       |                     | Individuální časovka | Bernard Hinault (FRA)            |
| 12    | 7. května     | Bellaterra (Cerdanyola del Vallès) – Tossa de Montbui (Santa Margarida de Montbui) | 205 km (127 mi)     |                     |                      | Bernard Hinault (FRA)            |
| 13    | 8. května     | Igualada – Jaca                                                                    | 243 km (151 mi)     |                     |                      | Salvatore Maccali (ITA)          |
| 14    | 9. května     | Jaca – Logroño                                                                     | 219 km (136 mi)     |                     |                      | Bernard Hinault (FRA)            |
| 15    | 10. května    | Logroño – Miranda de Ebro                                                          | 131 km (81 mi)      |                     |                      | Jean-Philippe Vandenbrande (BEL) |
| 16    | 11. května    | Miranda de Ebro – Bien Aparecida Sanctuary                                         | 208 km (129 mi)     |                     |                      | Vicente Belda (ESP)              |
| 17    | 12. května    | Ampuero – Bilbao                                                                   | 123 km (76 mi)      |                     |                      | Vicente Belda (ESP)              |
| 18    | 13. května    | Bilbao – Amurrio                                                                   | 154 km (96 mi)      |                     |                      | Bernard Hinault (FRA)            |
| 19a   | 14. května    | Amurrio – San Sebastián                                                            | 84 km (52 mi)       |                     |                      | Domingo Perurena (ESP)           |
| 19b   | 14. května    | San Sebastián – San Sebastián                                                      |                     |                     | Individuální časovka | Anulována                        |
|       | Celková délka | Celková délka                                                                      | 2 995 km (1 861 mi) | 2 995 km (1 861 mi) | 2 995 km (1 861 mi)  | 2 995 km (1 861 mi)              |

## Průběžné pořadí
| Etapa          | Vítěz                      | Celkové pořadí ·    | Bodovací soutěž ·   | Vrchařská soutěž · | Sprinterská soutěž | Soutěž týmů               |
| -------------- | -------------------------- | ------------------- | ------------------- | ------------------ | ------------------ | ------------------------- |
| P              | Bernard Hinault            | Bernard Hinault     | neuděleno           | neuděleno          | neuděleno          | neuděleno                 |
| 1              | Jos Schipper               | Bernard Hinault     | Jos Schipper        | Bernard Becaas     | Tullio Rossi       | Marc–Zeepcentrale–Superia |
| 2              | José Enrique Cima          | Bernard Hinault     | Jos Schipper        | José Enrique Cima  | Benny Schepmans    | Kas                       |
| 3              | Ferdi Van Den Haute        | Ferdi Van Den Haute | Ferdi Van Den Haute | José Enrique Cima  | Benny Schepmans    | Kas                       |
| 4              | Patrick Lefevere           | Ferdi Van Den Haute | Ferdi Van Den Haute | José Enrique Cima  | Benny Schepmans    | Kas                       |
| 5              | Willy Teirlinck            | Ferdi Van Den Haute | Ferdi Van Den Haute | José Enrique Cima  | Benny Schepmans    | Kas                       |
| 6              | Fons van Katwijk           | Ferdi Van Den Haute | Ferdi Van Den Haute | Bernard Becaas     | Benny Schepmans    | Kas                       |
| 7              | Domingo Perurena           | Ferdi Van Den Haute | Ferdi Van Den Haute | Bernard Becaas     | Benny Schepmans    | Kas                       |
| 8              | Fons van Katwijk           | Ferdi Van Den Haute | Ferdi Van Den Haute | Andrés Oliva       | Benny Schepmans    | Kas                       |
| 9              | Ferdi Van Den Haute        | Ferdi Van Den Haute | Ferdi Van Den Haute | Andrés Oliva       | Benny Schepmans    | Kas                       |
| 10             | Willy Teirlinck            | Ferdi Van Den Haute | Ferdi Van Den Haute | Andrés Oliva       | Benny Schepmans    | Kas                       |
| 11a            | Francisco Elorriaga        | Ferdi Van Den Haute | Ferdi Van Den Haute | Andrés Oliva       | Benny Schepmans    | Kas                       |
| 11b            | Bernard Hinault            | Ferdi Van Den Haute | Ferdi Van Den Haute | Andrés Oliva       | Benny Schepmans    | Kas                       |
| 12             | Bernard Hinault            | Bernard Hinault     | Ferdi Van Den Haute | Andrés Oliva       | Benny Schepmans    | Kas                       |
| 13             | Salvatore Maccali          | Bernard Hinault     | Ferdi Van Den Haute | Andrés Oliva       | Benny Schepmans    | Kas                       |
| 14             | Bernard Hinault            | Bernard Hinault     | Ferdi Van Den Haute | Andrés Oliva       | Benny Schepmans    | Kas                       |
| 15             | Jean–Philippe Vandenbrande | Bernard Hinault     | Ferdi Van Den Haute | Andrés Oliva       | Benny Schepmans    | Kas                       |
| 16             | Vicente Belda              | Bernard Hinault     | Ferdi Van Den Haute | Andrés Oliva       | Benny Schepmans    | Kas                       |
| 17             | Vicente Belda              | Bernard Hinault     | Ferdi Van Den Haute | Andrés Oliva       | Benny Schepmans    | Kas                       |
| 18             | Bernard Hinault            | Bernard Hinault     | Ferdi Van Den Haute | Andrés Oliva       | Benny Schepmans    | Kas                       |
| 19a            | Domingo Perurena           | Bernard Hinault     | Ferdi Van Den Haute | Andrés Oliva       | Bernard Hinault    | Kas                       |
| 19b            | anulováno                  | Bernard Hinault     | Ferdi Van Den Haute | Andrés Oliva       | Bernard Hinault    | Kas                       |
| Konečné pořadí | Konečné pořadí             | Bernard Hinault     | Ferdi Van den Haute | Andrés Oliva       | Bernard Hinault    | Kas                       |

## Konečné pořadí

### Celkové pořadí
| Pořadí | Jméno                       | Tým                | Čas         |
| ------ | --------------------------- | ------------------ | ----------- |
| 1      | Bernard Hinault (FRA)       | Renault-Elf-Gitane | 85h 24' 14" |
| 2      | José Pesarrodona (ESP)      | Kas                | + 3' 02"    |
| 3      | Jean-René Bernaudeau (FRA)  | Renault-Elf-Gitane | + 3' 47"    |
| 4      | Eulalio Garcia Pereda (ESP) | Teka               | + 4' 23"    |
| 5      | Jos Schipper (NED)          | Marc-Zeepcentrale  | + 4' 28"    |
| 6      | Ferdi Van Den Haute (BEL)   | Marc-Zeepcentrale  | + 5' 52"    |
| 7      | José Nazabal (ESP)          | Kas                | + 6' 12"    |
| 8      | Enrique Martinez (ESP)      | Kas                | + 6' 53"    |
| 9      | Gonzalo Aja (ESP)           | Novostil-Helios    | + 10' 12"   |
| 10     | Vicente López Carril (ESP)  | Kas                | + 13' 57"   |

| Konečné pořadí (11–25) | Konečné pořadí (11–25)         | Konečné pořadí (11–25) | Konečné pořadí (11–25) |
| Pořadí                 | Jezdec                         | Tým                    | Čas                    |
| ---------------------- | ------------------------------ | ---------------------- | ---------------------- |
| 11                     | Andrés Oliva (ESP)             | Teka                   |                        |
| 12                     | Sebastian Pozo Fontivero (ESP) | Kas                    |                        |
| 13                     | Bernardo Alfonsel (ESP)        | Teka                   |                        |
| 14                     | Manuel Esparza Sanz (ESP)      | Teka                   |                        |
| 15                     | Gilbert Chaumaz (FRA)          | Renault-Elf-Gitane     |                        |
| 16                     | Andres Gandarias (ESP)         | Novostil-Helios        |                        |
| 17                     | José Enrique Cima (ESP)        | Kas                    |                        |
| 18                     | José Luis Mayoz (ESP)          | Teka                   |                        |
| 19                     | Alberto Fernández (ESP)        | Novostil-Helios        |                        |
| 20                     | José Martins Freitas (POR)     | Teka                   |                        |
| 21                     | Vicente Belda (ESP)            | Transmallorca-Gios     |                        |
| 22                     | Domingo Perurena (ESP)         | Kas                    |                        |
| 23                     | Felix Perez (ESP)              | Teka                   |                        |
| 24                     | Francisco Fernandez (ESP)      | Teka                   |                        |
| 25                     | Willy Teirlinck (BEL)          | Renault-Elf-Gitane     |                        |

### Bodovací soutěž
| Pořadí | Jezdec                    | Tým                | Body |
| ------ | ------------------------- | ------------------ | ---- |
| 1      | Ferdi Van Den Haute (BEL) | Marc-Zeepcentrale  | 210  |
| 2      | Willy Teirlinck (BEL)     | Renault-Elf-Gitane | 157  |
| 3      | Bernard Hinault (FRA)     | Renault-Elf-Gitane | 130  |
| 4      | Francisco Elorriaga (ESP) | Teka               | 113  |
| 5      | Fons van Katwijk (NED)    | Marc-Zeepcentrale  | 108  |
| 6      | Eulalio Garcia (ESP)      | Teka               | 92   |
| 7      | Jos Schipper (NED)        | Marc-Zeepcentrale  | 70   |
| 8      | José Enrique Cima (ESP)   | Kas                | 70   |
| 9      | Daniele Tinchella (ITA)   | Transmallorca      | 69   |

### Vrchařská soutěž
| Pořadí | Jezdec                  | Tým                | Body |
| ------ | ----------------------- | ------------------ | ---- |
| 1      | Andrés Oliva (ESP)      | Teka               | 112  |
| 2      | José Enrique Cima (ESP) | Kas                | 81   |
| 3      | Bernard Hinault (FRA)   | Renault-Elf-Gitane | 60   |
| 4      | Andres Gandarias (ESP)  | Novostil-Helios    | 48   |
| 5      | Jose-Luis Mayoz (ESP)   | Teka               | 44   |

### Soutěž týmů
| Pořadí | Tým                       | Čas          |
| ------ | ------------------------- | ------------ |
| 1      | Kas                       | 255h 41' 01" |
| 2      | Teka                      | + 5' 52"     |
| 3      | Renault-Gitane            | + 10' 07"    |
| 4      | Novostil-Helios           | + 35' 44"    |
| 5      | Transmallorca-Gios        | + 1h 03' 05" |
| 6      | Marc-Zeepcentrale-Superia | + 1h 11' 16" |
| 7      | Itálie (národní tým)      | + 1h 37' 52" |
| 8      | Safir-Beyers-Ludo         | + 2h 41' 03" |
| 9      | Old Lord's-Splendor       | + 3h 24' 27" |

### Sprinterská soutěž
| Pořadí | Jezdec                 | Tým                | Body |
| ------ | ---------------------- | ------------------ | ---- |
| 1      | Bernard Hinault (FRA)  | Renault-Elf-Gitane | 31   |
| 2      | Felix Perez (ESP)      | Teka               | 11   |
| 3      | Willy Teirlinck (BEL)  | Renault-Elf-Gitane | 7    |
| 4      | Andres Gandarias (ESP) | Novostil-Helios    | 6    |
| 5      | Domingo Perurena (ESP) | Kas                | 5    |